# Luigi Lavizzari
Luigi Lavizzari (Mendrisio, 28 gennaio 1814 – Lugano, 26 gennaio 1875) è stato un naturalista, geologo e politico svizzero-italiano.

## Biografia

### Famiglia e studi
Figlio di Giuseppe, chirurgo e speziale, e di Marianna Tamanti, il suo percorso educativo iniziò presso il collegio dei serviti a Mendrisio, proseguendo con gli studi liceali a Como e completando la formazione all'Università di Parigi dal 1837 al 1839 e a Pisa dal 1839-1840, dove si laureò in scienze naturali. Si sposò nel 1850 con Irene Mantegani. Tra gli studi naturalistici che interessarono il Lavizzari la geologia fu quello in cui ripose il maggior impegno ed interesse, dedicandosi allo studio di rocce e minerali della Svizzera italiana.

### Attività politica
Militò fin da giovane nelle file del partito Liberale Radicale e ricoprì vari incarichi: commissario di governo a Mendrisio (1836-1837) e (1840-1843), deputato al Gran Consiglio ticinese (1844-1845) e Consigliere di Stato (1845-1849), (1852-1854), (1858-1866).

### Insegnamento
Dal 1853 insegnò scienze e chimica al Liceo di Lugano, di cui fu rettore dal 1855 fino al 1858. Il Museo di storia naturale da lui fondato nel 1858, ospita le sue collezioni di minerali e fossili. Dal 1866 al 1874 fu direttore del circondario doganale federale di Lugano.

## Opere
Autore di varie pubblicazioni scientifiche, si distinse per aver scritto nel 1863 le Escursioni nel Canton Ticino, dove sviluppò degli itinerari didattici toccando vari aspetti: dalla geologia alla fauna, dalla storia all'arte e all'economia.

## Archivi
- Archivio di famiglia presso la Biblioteca cantonale di Lugano.